# 疏花韭
疏花韭（学名：Allium henryi）是葱科葱属的植物，为中国的特有植物。分布在中国大陆的四川、湖北等地，生长于海拔1,300米至2,300米的地区，多生长于向阳草坡，目前已由人工引种栽培。